# 费利内米内尔瓦
费利内米内尔瓦（法語：Félines-Minervois）是法国埃罗省的一个市镇，属于贝济耶区（Béziers）奥隆扎克县（Olonzac）。该市镇总面积29.87平方公里，2009年时的人口为407人。

## 人口
费利内米内尔瓦人口变化图示